# 東京都第2区
東京都第2区（とうきょうとだい2く）は、日本の衆議院議員総選挙における選挙区。1994年（平成6年）の公職選挙法改正で設置された。全国で最小の面積の衆議院議員選挙区である。

## 区域

### 現在の区域
2022年（令和4年）公職選挙法改正以降の区域は以下のとおりである。港区は7区に、文京区は10区に移行した。
- 中央区
- 台東区

### 2017年から2022年までの区域
2017年（平成29年）公職選挙法改正から2022年の小選挙区改定までの区域は以下のとおりである。2017年の区割り変更により、港区の一部が1区から本区へ、台東区の一部が本区から14区へ移行した。
- 中央区
- 港区の一部（港区の残部は1区）
  - 芝地区総合支所管内の芝1〜4丁目、海岸1丁目、東新橋1・2丁目、新橋1〜6丁目、西新橋1〜3丁目、浜松町1・2丁目、芝大門1・2丁目、芝公園1〜4丁目、虎ノ門1〜5丁目、愛宕1・2丁目
  - 芝浦港南地区総合支所管内の芝浦1〜3丁目、海岸2丁目、海岸3丁目1〜3・14〜19・22〜30番
- 文京区
- 台東区の一部（台東区の残部は14区）
  - 台東1〜4丁目、柳橋1・2丁目、浅草橋1〜5丁目、鳥越1・2丁目、蔵前1〜4丁目、小島1・2丁目、三筋1・2丁目、秋葉原、上野1〜7丁目、東上野1〜5丁目、元浅草1〜4丁目、寿1〜4丁目、駒形1・2丁目、北上野1・2丁目、下谷1丁目、下谷2丁目（1〜12番、13番6〜13号、16〜23番）、下谷3丁目、根岸1〜5丁目、入谷1丁目4〜8・15〜20・29〜31番、入谷2丁目34〜39番、竜泉1〜3丁目、西浅草1丁目、雷門1・2丁目、浅草1丁目、浅草2丁目1〜12・28〜35番、花川戸1・2丁目、千束2丁目33〜36番、日本堤2丁目36〜39番、三ノ輪1・2丁目、池之端1〜4丁目、上野公園、上野桜木1・2丁目、谷中1〜7丁目

### 2017年以前の区域
1994年（平成6年）公職選挙法改正から2017年の小選挙区改定までの区域は以下のとおりである。中選挙区時代の東京都第8区とは同じ区域。
- 中央区
- 文京区
- 台東区

## 歴史
1996年の総選挙では、かつて自民党に所属し新進党を経て旧民主党入りした鳩山邦夫が自民党の深谷隆司に約2万票を付けて当選、深谷も比例東京ブロックにて復活当選した。
鳩山は1999年東京都知事選挙出馬に伴い、一旦議員を辞職。同年の補選では民主党の中山義活が当選。翌2000年の総選挙も中山が6,821票差で制し、通商産業大臣として臨んだ深谷は比例でも復活できずに現職閣僚ながら議席を失った。2003年の総選挙でも中山が前回の倍近い票差で圧勝。深谷はまたしても敗れ去った。
1996年以降民主党候補に3連敗していた深谷であったが、続く2005年の総選挙では小泉フィーバーの恩恵を受け小選挙区初当選を飾り、大差を付けられた中山は落選した。一方、2009年の総選挙では民主党への追い風を受けて中山が返り咲き、前回とは逆に自民党への逆風に煽られた深谷は4万票以上の差を付けられて落選した。しかし、2012年の総選挙では深谷の後継指名を受けた自民党の新人辻清人が選出され、みんなの党の大熊利昭も比例で復活当選したが、一転して民主党への逆風を受けた中山は次点ながら2万票近い差を付けられて落選した。2014年には再度辻に中山と大熊が挑んだが、辻が前回以上の圧勝劇で再選されたためいずれも比例復活ならず落選した。
区割りの一部変更を受けた2017年の総選挙では、当初立候補を予定していた共産党の候補が、野党一本化のためとして立候補を取り下げた。辻、立憲民主党の松尾明弘、希望の党の鳩山太郎（邦夫の長男、元都議会議員）の三者で争われ、辻が大差で3選。松尾と鳩山は比例復活当選も叶わなかった。
2021年の総選挙では、辻に再度挑む松尾、東京9区・東京8区から出馬してきた日本維新の会元職の木内孝胤、れいわ新選組の北村造ら計5名が立候補。結果として辻が他候補の比例復活を許さず4選した。
2024年の総選挙では辻が再び勝利したが、国民民主党の鳩山紀一郎（邦夫の兄・鳩山由紀夫の長男）に比例復活を許した。
1区などに次いで都心の注目選挙区であるため、2000年の総選挙では自由連合が候補者を立てるなど、少数政党や中堅政党、諸派・無所属候補が多く挑み、候補者が多くなる傾向がある。下町主体で江戸時代からの古い歴史を有する地域であるため、保守的な有権者が多く、長年にわたり都市部自民の牙城として君臨していた。元首相の鳩山一郎が地盤にしていたこともある。しかし、近年、この地域はいわゆる都心回帰に伴う新住民の流入に伴い、無党派層の増大が見られる。

## 小選挙区選出議員
| 選挙名                   | 年     | 当選者   | 党派       | 備考                              |
| ------------------------ | ------ | -------- | ---------- | --------------------------------- |
| 第41回衆議院議員総選挙   | 1996年 | 鳩山邦夫 | 民主党     | 東京都第2区設置後、初の選挙       |
| 第41回衆議院議員補欠選挙 | 1999年 | 中山義活 | 民主党     | ※鳩山の東京都知事選挙出馬に伴う。 |
| 第42回衆議院議員総選挙   | 2000年 | 中山義活 | 民主党     |                                   |
| 第43回衆議院議員総選挙   | 2003年 | 中山義活 | 民主党     |                                   |
| 第44回衆議院議員総選挙   | 2005年 | 深谷隆司 | 自由民主党 |                                   |
| 第45回衆議院議員総選挙   | 2009年 | 中山義活 | 民主党     |                                   |
| 第46回衆議院議員総選挙   | 2012年 | 辻清人   | 自由民主党 |                                   |
| 第47回衆議院議員総選挙   | 2014年 | 辻清人   | 自由民主党 |                                   |
| 第48回衆議院議員総選挙   | 2017年 | 辻清人   | 自由民主党 | 2017年区割変更後、初の選挙        |
| 第49回衆議院議員総選挙   | 2021年 | 辻清人   | 自由民主党 |                                   |
| 第50回衆議院議員総選挙   | 2024年 | 辻清人   | 自由民主党 |                                   |

## 選挙結果
時の内閣：第1次石破内閣 解散日：2024年10月9日 公示日：2024年10月15日
当日有権者数：32万2489人 最終投票率：57.12%（前回比：3.7%） （全国投票率：53.85%（2.08%））
| 当落 | 候補者名   | 年齢 | 所属党派     | 新旧 | 得票数   | 得票率 | 惜敗率 | 推薦・支持 | 重複 |
| ---- | ---------- | ---- | ------------ | ---- | -------- | ------ | ------ | ---------- | ---- |
| 当   | 辻清人     | 45   | 自由民主党   | 前   | 66,050票 | 37.09% | ――     | 公明党推薦 | ○    |
| 比当 | 鳩山紀一郎 | 48   | 国民民主党   | 新   | 48,527票 | 27.25% | 73.47% |            | ○    |
|      | 今村充     | 49   | 日本維新の会 | 新   | 29,860票 | 16.77% | 45.21% |            | ○    |
|      | 細野真理   | 43   | 日本共産党   | 新   | 22,316票 | 12.53% | 33.79% |            |      |
|      | 最上佳則   | 48   | 参政党       | 新   | 11,322票 | 6.36%  | 17.14% |            |      |

- 最上は2025年東京都議会議員選挙（大田区選挙区）に立候補し当選。

時の内閣：第1次岸田内閣 解散日：2021年10月14日 公示日：2021年10月19日
当日有権者数：46万3165人 最終投票率：60.82%（前回比：2.82%） （全国投票率：55.93%（2.25%））
| 当落 | 候補者名   | 年齢 | 所属党派     | 新旧 | 得票数    | 得票率 | 惜敗率 | 推薦・支持 | 重複 |
| ---- | ---------- | ---- | ------------ | ---- | --------- | ------ | ------ | ---------- | ---- |
| 当   | 辻清人     | 42   | 自由民主党   | 前   | 119,281票 | 43.44% | ――     | 公明党推薦 | ○    |
|      | 松尾明弘   | 46   | 立憲民主党   | 前   | 90,422票  | 32.93% | 75.81% |            | ○    |
|      | 木内孝胤   | 55   | 日本維新の会 | 元   | 45,754票  | 16.66% | 38.36% |            | ○    |
|      | 北村造     | 38   | れいわ新選組 | 新   | 14,487票  | 5.28%  | 12.15% |            | ○    |
|      | 出口紳一郎 | 48   | 無所属       | 新   | 4,659票   | 1.70%  | 3.91%  |            | ×    |

- 松尾は第26回参議院議員通常選挙に東京都選挙区から立候補したが落選。第50回は東京都第7区から立候補し当選。
- 木内は第45回～47回は東京都第9区で活動（第45回は民主党公認、第46回は日本未来の党公認、第47回は維新の党公認）。第48回は希望の党公認で東京都第8区から立候補したが落選。第26回参議院議員通常選挙に比例区から立候補したが落選。
- 北村は第47回は神奈川県第18区から維新の党公認で立候補したが落選。

時の内閣：第3次安倍第3次改造内閣 解散日：2017年9月28日 公示日：2017年10月10日
当日有権者数：43万5872人 最終投票率：58.00%（前回比：0.41%） （全国投票率：53.68%（1.02%））
| 当落 | 候補者名 | 年齢 | 所属党派   | 新旧 | 得票数    | 得票率 | 惜敗率 | 推薦・支持 | 重複 |
| ---- | -------- | ---- | ---------- | ---- | --------- | ------ | ------ | ---------- | ---- |
| 当   | 辻清人   | 38   | 自由民主党 | 前   | 112,993票 | 45.90% | ――     | 公明党推薦 | ○    |
|      | 松尾明弘 | 42   | 立憲民主党 | 新   | 91,230票  | 37.06% | 80.74% |            | ○    |
|      | 鳩山太郎 | 43   | 希望の党   | 新   | 41,955票  | 17.04% | 37.13% |            | ○    |

- 松尾は初鹿明博の議員辞職に伴い2020年11月に繰り上げ当選。

時の内閣：第2次安倍改造内閣 解散日：2014年11月21日 公示日：2014年12月2日
当日有権者数：43万7590人 最終投票率：57.59%（前回比：7.37%） （全国投票率：52.66%（6.66%））
| 当落 | 候補者名 | 年齢 | 所属党派         | 新旧 | 得票数    | 得票率 | 惜敗率 | 推薦・支持 | 重複 |
| ---- | -------- | ---- | ---------------- | ---- | --------- | ------ | ------ | ---------- | ---- |
| 当   | 辻清人   | 35   | 自由民主党       | 前   | 103,954票 | 42.63% | ――     | 公明党推薦 | ○    |
|      | 中山義活 | 69   | 民主党           | 元   | 58,407票  | 23.95% | 56.19% |            | ○    |
|      | 大熊利昭 | 51   | 維新の党         | 前   | 44,550票  | 18.27% | 42.86% |            | ○    |
|      | 石沢憲之 | 29   | 日本共産党       | 新   | 32,296票  | 13.24% | 31.07% |            |      |
|      | 犬丸勝子 | 59   | 犬丸勝子と共和党 | 新   | 4,668票   | 1.91%  | 4.49%  |            |      |

- 大熊は第48回は茨城県第4区から希望の党公認で立候補したが落選。第50回は東京都第12区から国民民主党公認で立候補したが落選。
- 犬丸は第23回参議院議員通常選挙・第24回参議院議員通常選挙に東京都選挙区から立候補したが落選。

時の内閣：野田第3次改造内閣 解散日：2012年11月16日 公示日：2012年12月4日
当日有権者数：42万3177人 最終投票率：64.96%（前回比：3.57%） （全国投票率：59.32%（9.96%））
| 当落 | 候補者名 | 年齢 | 所属党派     | 新旧 | 得票数   | 得票率 | 惜敗率 | 推薦・支持   | 重複 |
| ---- | -------- | ---- | ------------ | ---- | -------- | ------ | ------ | ------------ | ---- |
| 当   | 辻清人   | 33   | 自由民主党   | 新   | 84,663票 | 32.35% | ――     | 公明党推薦   | ○    |
|      | 中山義活 | 67   | 民主党       | 前   | 64,676票 | 24.72% | 76.39% | 国民新党推薦 | ○    |
| 比当 | 大熊利昭 | 49   | みんなの党   | 新   | 48,704票 | 18.61% | 57.53% |              | ○    |
|      | 松本和巳 | 47   | 日本維新の会 | 元   | 38,564票 | 14.74% | 45.55% |              | ○    |
|      | 桑名文彦 | 42   | 日本共産党   | 新   | 23,035票 | 8.80%  | 27.21% |              |      |
|      | 井上雅弘 | 57   | 無所属       | 新   | 2,045票  | 0.78%  | 2.42%  |              | ×    |

- 松本は第43回・44回は千葉県第7区（自民党公認）で活動（第44回は当選するが出納責任者が公職選挙法違反で逮捕された為辞任）。第45回は千葉県第6区から無所属（平沼グループ所属）で立候補したが落選。

時の内閣：麻生内閣 解散日：2009年7月21日 公示日：2009年8月18日
当日有権者数：40万5333人 最終投票率：68.53%（前回比：0.07%） （全国投票率：69.28%（1.77%））
| 当落 | 候補者名 | 年齢 | 所属党派   | 新旧 | 得票数    | 得票率 | 惜敗率 | 推薦・支持 | 重複 |
| ---- | -------- | ---- | ---------- | ---- | --------- | ------ | ------ | ---------- | ---- |
| 当   | 中山義活 | 64   | 民主党     | 元   | 138,603票 | 51.03% | ――     |            | ○    |
|      | 深谷隆司 | 73   | 自由民主党 | 前   | 98,593票  | 36.30% | 71.13% | 公明党推薦 |      |
|      | 中島束   | 65   | 日本共産党 | 新   | 26,172票  | 9.64%  | 18.88% |            |      |
|      | 田中博子 | 57   | 無所属     | 新   | 4,579票   | 1.69%  | 3.30%  |            | ×    |
|      | 加藤文康 | 46   | 幸福実現党 | 新   | 1,924票   | 0.71%  | 1.39%  |            |      |
|      | 千葉潤   | 41   | 無所属     | 新   | 1,748票   | 0.64%  | 1.26%  |            | ×    |

- 加藤は第22回参議院議員通常選挙に神奈川県選挙区から立候補したが落選。

時の内閣：第2次小泉改造内閣 解散日：2005年8月8日 公示日：2005年8月30日
当日有権者数：37万5228人 最終投票率：68.46%（前回比：6.32%） （全国投票率：67.51%（7.65%））
| 当落 | 候補者名 | 年齢 | 所属党派   | 新旧 | 得票数    | 得票率 | 惜敗率 | 推薦・支持 | 重複 |
| ---- | -------- | ---- | ---------- | ---- | --------- | ------ | ------ | ---------- | ---- |
| 当   | 深谷隆司 | 69   | 自由民主党 | 元   | 127,889票 | 50.94% | ――     |            | ○    |
|      | 中山義活 | 60   | 民主党     | 前   | 98,335票  | 39.17% | 76.89% |            | ○    |
|      | 中島束   | 61   | 日本共産党 | 新   | 24,848票  | 9.90%  | 19.43% |            |      |

時の内閣：第1次小泉第2次改造内閣 解散日：2003年10月10日 公示日：2003年10月28日
当日有権者数：35万9604人 最終投票率：62.14%（前回比：2.41%） （全国投票率：59.86%（2.63%））
| 当落 | 候補者名 | 年齢 | 所属党派   | 新旧 | 得票数    | 得票率 | 惜敗率 | 推薦・支持 | 重複 |
| ---- | -------- | ---- | ---------- | ---- | --------- | ------ | ------ | ---------- | ---- |
| 当   | 中山義活 | 58   | 民主党     | 前   | 104,477票 | 47.98% | ――     |            | ○    |
|      | 深谷隆司 | 68   | 自由民主党 | 元   | 91,926票  | 42.22% | 87.99% |            | ○    |
|      | 室喜代一 | 48   | 日本共産党 | 新   | 21,334票  | 9.80%  | 20.42% |            |      |

時の内閣：第1次森内閣 解散日：2000年6月2日 公示日：2000年6月13日
当日有権者数：33万8347人 最終投票率：64.55%（前回比：2.70%） （全国投票率：62.49%（2.84%））
| 当落 | 候補者名 | 年齢 | 所属党派   | 新旧 | 得票数   | 得票率 | 惜敗率 | 推薦・支持 | 重複 |
| ---- | -------- | ---- | ---------- | ---- | -------- | ------ | ------ | ---------- | ---- |
| 当   | 中山義活 | 55   | 民主党     | 前   | 88,744票 | 41.89% | ――     |            | ○    |
|      | 深谷隆司 | 64   | 自由民主党 | 前   | 81,923票 | 38.67% | 92.31% |            | ○    |
|      | 室喜代一 | 44   | 日本共産党 | 新   | 32,155票 | 15.18% | 36.23% |            |      |
|      | 栄博士   | 39   | 無所属     | 新   | 5,371票  | 2.54%  | 6.05%  |            | ×    |
|      | 小松一彦 | 36   | 自由連合   | 新   | 3,665票  | 1.73%  | 4.13%  |            |      |

- 鳩山は選挙前に自民党へ復党し、比例東京ブロック単独候補として当選。第43回は東京18区、第44回以降は福岡6区から出馬している。

投票日：1999年4月11日

当日有権者数：人　最終投票率：%

| 当落 | 候補者名 | 年齢 | 所属党派   | 新旧 | 得票数    | 得票率 | 推薦・支持 |
| ---- | -------- | ---- | ---------- | ---- | --------- | ------ | ---------- |
| 当   | 中山義活 | 54   | 民主党     | 新   | 134,265票 | 70.96% |            |
|      | 中島束   | 55   | 日本共産党 | 新   | 54,940票  | 29.04% |            |

時の内閣：第1次橋本内閣 解散日：1996年9月27日 公示日：1996年10月8日 （全国投票率：59.65%（8.11%））
| 当落 | 候補者名 | 年齢 | 所属党派   | 新旧 | 得票数   | 得票率 | 惜敗率 | 推薦・支持 | 重複 |
| ---- | -------- | ---- | ---------- | ---- | -------- | ------ | ------ | ---------- | ---- |
| 当   | 鳩山邦夫 | 48   | 民主党     | 前   | 88,183票 | 44.73% | ――     |            | ○    |
| 比当 | 深谷隆司 | 61   | 自由民主党 | 前   | 68,503票 | 34.75% | 77.68% |            | ○    |
|      | 中嶋束   | 52   | 日本共産党 | 新   | 40,461票 | 20.52% | 45.88% |            |      |

中選挙区時代の選挙結果